# Symmachia hippodice
Espèce
Symmachia hippodice est une espèce de lépidoptères (papillons) de la famille des Riodinidae et du genre Symmachia.

## Taxonomie
Symmachia hippodice a été décrit par Frederick DuCane Godman en 1903 .

## Description
Symmachia hippodice est un papillon jaune d'or avec une ligne submarginale de points marron surmontés de triangles marron et, aux ailes antérieures, le long du bord costal qui est bossu, une ornementation marron découpée de façon irrégulière.
Le revers présente la même ornementation.

## Distribution
Symmachia hippodice est présent au Brésil.

## Protection
Pas de statut de protection particulier[réf. nécessaire].